# Charles Louis Adolphe Vogel
Charles Louis Adolphe Vogel (Rijsel, 17 mei 1805 (27 floréal an 13) - Parijs, 13 september 1892) was een Frans klassiek componist. Hij schreef diverse opera's en operettes naast talrijke liederen, salonmuziek, kamermuziek (strijkkwartetten en -kwintetten) en meerdere symfonieën.
Hij is de zoon van Charles Christopher Vogel, geboren in Maastricht en Anne-Justine-Marie-Catherine Conwaÿ.

## Biografie
Vogel kreeg zijn eerste muzieklessen van zijn vader, een leraar viool. Die stuurde hem als zestienjarige naar Parijs waar hij verder studeerde. Aan het Parijse conservatorium kreeg hij compositielessen van Antonín Rejcha. Zijn eerste werk, het nationalistische zangstuk les Trois couleurs, was geïnspireerd door de Julirevolutie van 1830.
In 1832 werd zijn eenakter le Podestat opgevoerd in de Opéra-Comique in Parijs. Marie Stuart, een opera in drie bedrijven, bleef echter in de schuif liggen. Vogel legde zich dan meer toe op salonmuziek, liederen en romances; zijn Bijbels oratorium le Jugement dernier werd wel een succes.
Hij verbleef enige tijd in Nederland waar hij in  opdracht van de koning de muziek schreef bij een libretto van Hippolyte Lucas over het Beleg van Leiden, Le Siège de Leyde. Dit werk in vier bedrijven werd in Den Haag op 4 maart 1847 voor het eerst opgevoerd, in aanwezigheid van de koninklijke familie. Vogel werd daags nadien benoemd tot ridder in de Orde van de Nederlandse Leeuw.
Terug in Parijs probeerde hij, aanvankelijk tevergeefs, door te breken in de grote operahuizen. Op 3 september 1853 voerde het Théâtre Lyrique zijn opera la Moissonneuse in vier bedrijven op, met tekst van Auguste Anicet-Bourgeois en Michel Masson. Zijn komische opera La Filleule du Roi, op tekst van Eugène Cormon en Raymond Deslandes, werd eerst in Brussel opgevoerd en le Nid de Cigogne (tekst van Cormon en Michel Carré) in Baden-Baden. Enkele andere opera's van Vogel zijn Rompons (eenakter, 1857); Alfred le Grand (drie bedrijven, ca. 1859), L'amoureux de la lune en L'amour fidèle (eenakters).
Vanaf 1870 verscheen onder de titel Le Concert au Salon een reeks bundels met transcripties van bekende composities, voor piano en viool (door Vogel en Augustin Lefort) of piano en fluit (Vogel en Giuseppe Gariboldi). De eerste bundel bevatte onder meer arrangementen van het menuet van Luigi Boccherini en Ave Maria van Franz Schubert.

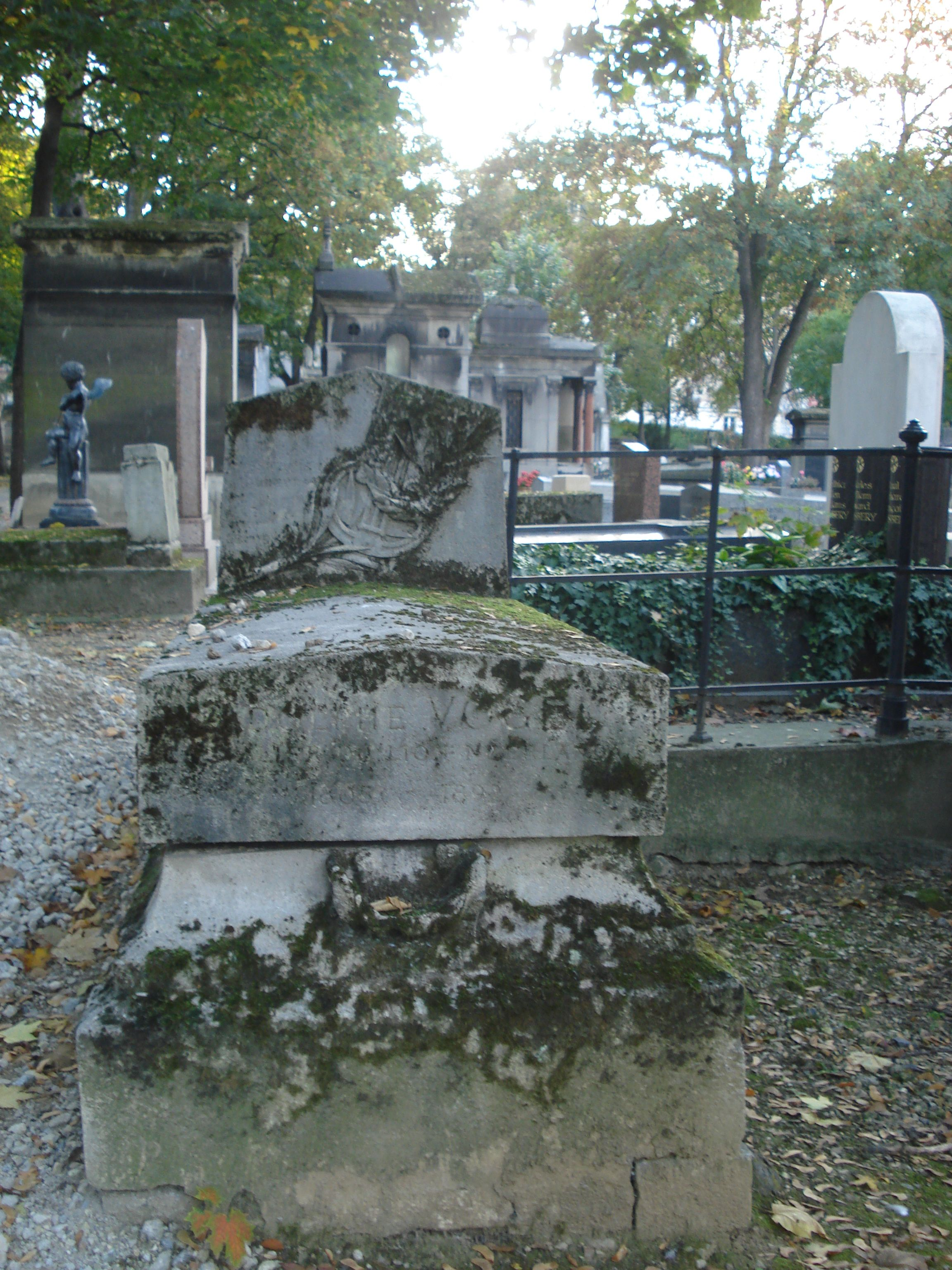
Graftombe op de begraafplaats Montmartre (24ème division) Parijs